# Gypsochroa renitidata
Gypsochroa renitidata är en fjärilsart som beskrevs av Jacob Hübner. Gypsochroa renitidata ingår i släktet Gypsochroa och familjen mätare. Inga underarter finns listade i Catalogue of Life.